# Arthur Wynne

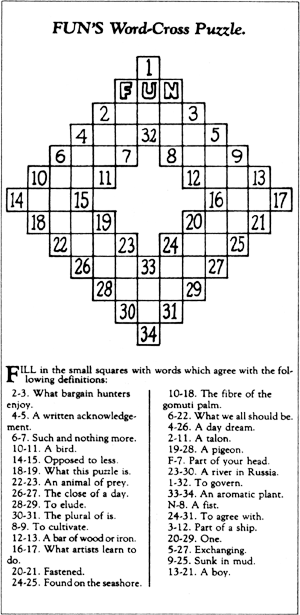
eerste kruiswoordpuzzel

Arthur (Liverpool, Engeland, 1862 - 1945) was de uitvinder van de eerste kruiswoordpuzzel in 1913.
Wynne was een Britse krantenredacteur in eigen land en in de Verenigde Staten. Hij werkte voor de New York World toen men hem op een dag vroeg een nieuw spel voor de krant te bedenken. Wynne dacht aan een spel dat hij in zijn kindertijd had gespeeld en dat Magic Squares werd genoemd en spoedig had hij het uitgewerkt tot de kruiswoordpuzzel. De eerste puzzel werd op 21 december 1913 gepubliceerd in de  World.
Als originele naam werd Word-Cross Puzzle gehanteerd en was de puzzel nog ruitvormig, zonder de bekende zwarte hokjes. Maar al snel werd het cross-word en vervolgens crossword en waren de puzzels voorzien van de zwarte hokjes.
In 1924 bracht Arthur zijn eerste kruiswoordpuzzelboek op de markt.